# Wilson-Conococheague
Wilson-Conococheague – jednostka osadnicza w Stanach Zjednoczonych, w stanie Maryland, w hrabstwie Washington.